# 泰利斯·麦克雷诺兹
泰利斯·麦克雷诺兹（英語：Thales McReynolds，1943年6月8日—），美国NBA联盟前职业篮球运动员。他在1965年的NBA选秀中第11轮第82顺位被巴尔的摩子弹选中。